# 秋之回憶系列角色列表
本列表是秋之回憶系列的登場角色的介绍列表。

## 秋之回憶初登場
三上智也 （みかみ ともや、Mikami Tomoya）
初代與After Rain Vol.1/3的主角。配音員：內野一→綠川光（只有OVA）
今坂唯笑 （いまさか ゆえ、Imasaka Yue）
智也的青梅竹馬。7月12日出生。 配音員：那須惠
檜月彩花 （ひづき あやか、Hizuki Ayaka）
智也的青梅竹馬,因為車禍而死。12月7日出生。 配音員：山本麻里安
伊吹美奈裳（伊吹みなも、いぶき-、Ibuki Minamo）
彩花的表妹
音羽香（音羽かおる、おとわ-、Otowa Kaoru）3月20日出生。 配音員：田村由香里
雙海詩音 （双海詩音、ふたみ しおん，Futami Shion）
2月3日出生。 配音員：利田優子
霧島小夜美 （きりしま こよみ、Kirisima Koyomi）
稻穗信（いなほ しん、Inaho Shin）
1月4日出生，萬年路人，最近好像有退隱的跡象。 配音員：間島淳司

## 秋之回憶2初登場
伊波健（いなみ けん、Inami Ken）
2nd與After Rain Vol.2/3的主角,成績好,但個性上優柔寡斷。配音員：小尾元政（OVA及雪蛍）
白河螢（白河ほたる、しらかわ-、Sirakawa Hotaru）
9月25日出生。 配音員：水樹奈奈
南燕（Minami Tsubame）
5月30日出生。 配音員：池澤春菜
飛世巴（とびせ ともえ、Tobise Tomoe）
8月17日出生。 配音員：仲西環
壽壽奈鷹乃（寿々奈鷹乃、すずな たかの、Suzuna Takano）
9月3日出生。 配音員：千葉紗子
白河静流（しらかわ しずる、Sirakawa Shizuru）
螢的姐姐。6月30日出生。 配音員：菊池志穂
相摩希（そうま めぐみ、Soma Megumi）
相摩望（そうま のぞみ、Soma Nozomi）
希的雙胞胎妹妹。4月13日出生。 配音員：南里侑香
舞方香菜（まいがた かな、Maigata Kana）
3月6日出生。 配音員：松来未祐
中森翔太（なかもり しょうた、Nakamori Shota）
配音員：福山潤

## 想君：秋之回憶初登場
加賀正午 （かが しょうご、Kaga Shougo）
「想君」的主角。配音員：下野紘（只有OVA）
黑須彼方（黒須カナタ、くろす かなた,Kurosu Kanata）
10月28日出生。 配音員：福井裕佳梨→村田步（OVA之後更換）
荷嶋音緒 （かしま ねお、Kasima Neo）
4月3日出生。 配音員：清水愛
荷嶋深歩 （かしま みふ、Kasima Mifu）
5月19日出生。 配音員：白鳥由里
鳴海沙子 （なるみ いさこ、Narumi Isako）
10月24日出生。配音員：川澄綾子
北原那由多 （きたはら なゆた、Kitahara Nayuta）
3月15日出生。 配音員：高橋美佳子
兒玉響 （こだま ひびき、Kodama Hibiki）
8月13日出生。 配音員：淺野真澄
百瀨環 （ももせ たまき、Momose Tamaki）
2月5日出生。 配音員：澤城美雪
田中一太郎（店長）（たなか いちたろう、Tanaka Ichitarou）
9月8日出生。配音員：岩田光央
力丸真紅郎（りきまる しんくろう、Rikumaru Shinkurou），暱稱丸紅郎（マグロー）
5月5日出生。配音員：宮田幸季
飛田扉（ひだ とびら、Hida Tobira）
配音員：志倉千代丸

## 秋之回憶：從今以後初登場
鷺澤一蹴（さぎさわ いっしゅう、Sagisawa Isshuu）
「從今以後」及「從今以後again」的主角。11月22日出生。配音員：小野大輔（只有OVA）
陵祈（Misasagi Inori）
8月21日出生。配音員：小林沙苗
鷺澤緣 （さぎさわ ゆかり、Sagisawa Yukari）
一蹴的妹妹。3月2日出生。配音員：石原繪理子→成田紗矢香（從今以後again）
藤原雅 （ふじわら みやび、Fujiwara Miyabi）
4月6日出生。 配音員：嘉數由美
花祭果凛 （はなまつり かりん、Hanamatsuri Karin）
7月13日出生。 配音員：榎本温子
野乃原葉夜 （ののはら はや、Nonohara Haya）
5月4日出生。 配音員：古山貴實子
紗代玪 （さよりん、Sayorin），本名力丸紗代里（りきまる さより、Rikimaru Sayori）
力丸真紅郎的妹妹。3月3日出生。 配音員：小林由美子
木瀨步（きせ あゆむ、Kise Ayumu）
4月3日出生。配音員：白石涼子

## 秋之回憶5：中斷的影片初登場
河合春人（かわい はると、Kawai Haruto）
「中斷的影片」的主角。4月7日出生。配音員：森久保祥太郎（遊戲部份及OVA）
日名雄介（ひな ゆうすけ、Hina Yusuke）
1月20日出生。配音員：櫻井孝宏
日名明日香（日名あすか、ひな-、Hina Asuka）
8月31日出生。配音員：野川櫻
仙堂麻尋（せんどう まひろ、Sendou Mahiro）
12月19日出生。配音員：井之上奈奈
觀島香月（みしま かづき、Misima Kazuki）
11月29日出生。配音員：桑谷夏子
早蕨美海（さわらび みうみ、Sawarabi Miumi）
春人的表妹、明日香的同學及摯友。6月6日出生。配音員：名塚佳織
雨宮瑞穂（あめみや みずほ、Amemia Mizuho）
6月30日出生。配音員：佐久間玲
小津修司（おづ しゅうじ、Ozu Shuuji）
12月12日出生。配音員：岸尾大輔

## 秋之回憶：從今以後again初登場
此部份初登場的人物多為配角。
鷺澤衛（さぎさわまもる，Sagisawa Mamoru）
一蹴的養父、緣的父親。在大啤酒公司工作。配音員：間島淳司
鷺澤朋美（さぎさわともみ，Sagisawa Tomomi）
一蹴的養母、緣的母親。是個表現的像個賢妻良母的好媽媽。配音員：宮川美保
花祭香憐（はなまつりかれん，Hanamatsuri Karen）
果凜的母親。長的如成長中的少女一樣，竟仍存有些許年少風韻。配音員：今瀨未知
吉祥寺隼人（きちじょうじはやと，Kichijouji Hayato）
果凜的青梅竹馬。似乎是個相當有名的青年企業家。配音員：間島淳司
柏崎正巳（かしわざきまさみ，Kashiwazaki Masami）　
雅的舅舅。配音員：西垣俊作
柏崎都子（かしわざきとおこ，Kashiwazaki Toko）　
雅的阿姨。正巳的妹妹。配音員：